# 遠山友清
遠山 友清（とおやま ともきよ）は、美濃苗木藩の第9代藩主。幼名は左吉。

## 略歴
享保20年5月14日（1735年7月4日）、遠山友央の次男として江戸で生まれた。
延享2年（1745年）1月29日、父の友央の養嗣子で第8代藩主となっていた姉婿の友明の順養子となった。
寛延2年（1749年）5月15日、将軍の徳川家重に御目見えした。
寛延3年（1750年）12月18日、従五位下に叙任されて出羽守と称した。
宝暦3年（1753年）7月23日、養父の友明の死去により苗木藩主を嗣いだ。
鍛冶橋御門番・幸橋門御門・日比谷御門・呉服橋御門を勤めた。
明和2年(1762年)6月25日、京極高矩の娘の熊子(京極高中の姉)と婚姻した。
安永2年（1773年）11月、飛騨国で安永騒動が起こると、11月14日に飛騨郡代の大原彦四郎から援兵の要請が来た。
即刻藩内で会議を行い、地廻り代官に、日比野村・福岡村・田瀬村の人馬を禁足させて、11月15日に、下目付によって人足を福岡村から60人、田瀬村から48人、両村から11疋の馬を調達して飛騨高山まで通しを命じた。
物頭の神山新左衛門が騎馬し、大目付の纐纈輿右衛門・目付の伊藤新平・医師の渡邉玄豊・徒士の市岡彌惣・下目付の佐々木半内・安藤貴右衛門・桃井甚五兵衛ら100余人で出発し、11月17日に高山陣屋へ到着した。11月16日には、郡方添役の伊藤輿右衛門ら60余人が出発し、11月23日には、徒歩目付の長谷川伊左衛門ら40余人が出発し、総勢350余人が出役した。飛騨の船津村に集まっていた群衆を岩村藩兵と共に捕縛して高山陣屋へ引き渡し、12月15日に苗木城へ帰城した。
安永5年（1776年）3月7日、和泉守に改名した。
安永6年（1777年）11月3日、家督を養嗣子の友随（友明の長男）に譲って隠居した。
安永10年（1781年）1月12日、江戸麻布の下屋敷にて没した。享年47歳。墓所は中津川市苗木の遠山家廟所。